# Harmonic Vector Excitation Coding
Harmonic Vector Excitation Coding (HVXC) ist ein auf die Übertragung von Sprache optimiertes Verfahren zur Kompression von Audiodaten. Trotz sehr geringer Bitraten sind HVXC-kodierte Daten für die Übermittlung von Sprache in einer akzeptablen Qualität geeignet. Eingesetzt wird es im digitalen Rundfunk, bei der Satellitenkommunikation und Internettelefonie sowie für Sprachdatenbanken. Dieses Verfahren ist Teil des MPEG-4-Standards, es wird in ISO/IEC 14496-3 beschrieben.

## Technik
HVXC ist ein zweistufiger Codec. Im ersten Schritt wird das Ausgangssignal mit Linear Predictive Coding komprimiert. Das Ergebnis wird decodiert und mit dem Ausgangssignal verglichen. Die entstehenden Residien (Differenzen zwischen Ausgangssignal und decodiertem Signal) werden anschließend mit parametrischer Audiokodierung ein weiteres Mal komprimiert. Bei HVXC kommt dieser Algorithmus allerdings ausschließlich bei stimmhafter Sprache zum Einsatz; andere Signale werden mit Code-Excited Linear Prediction komprimiert.
HVXC ist für Sprachübertragung bei variablen Bitraten unter 2 kbit/s und festen Bitraten von 2 kbit/s und 4 kBit/s optimiert. Es arbeitet mit einer Abtastfrequenz von 8 kHz, einem Frequenzband von 300–3400 Hz und einer algorithmischen Verzögerung von 33,5–56 ms.